# Ceratoglanis pachynema
Ceratoglanis pachynema es una especie de peces de la familia Siluridae en el orden de los Siluriformes.

## Morfología
• Los machos pueden llegar alcanzar los 28 cm de longitud total.
- Número de  vértebras: 63-64.[1][2]

## Alimentación
Come insectos y fauna  bentónica.

## Hábitat
Es un pez de agua dulce y de clima tropical.

## Distribución geográfica
Se encuentran en Asia:  cuencas de los ríos Chao Phraya y Mekong.